# Leptoconops shangweni
Leptoconops shangweni är en tvåvingeart som beskrevs av Xu och Yu 1989. Leptoconops shangweni ingår i släktet Leptoconops och familjen svidknott. Inga underarter finns listade i Catalogue of Life.